# Pantolyta pallida
Pantolyta pallida är en stekelart som beskrevs av Jean-Jacques Kieffer 1908. Pantolyta pallida ingår i släktet Pantolyta, och familjen hyllhornsteklar. Arten är reproducerande i Sverige.